# Nostradamus (Album)
Nostradamus ist das 16. Studioalbum der britischen Heavy-Metal-Band Judas Priest. Es erschien am 13. Juni 2008 bei Sony Music/Epic Records. Das Doppelalbum ist inhaltlich ein Konzeptalbum über den Propheten Nostradamus aus dem 16. Jahrhundert.

## Entstehung
Nostradamus wurde von Glenn Tipton und K. K. Downing produziert. Letzterer ist auch zum letzten Mal auf einem Studioalbum von Judas Priest zu hören, da er sich 2011 aus der Band zurückzog. Im Februar 2007 gab die Band in einem Interview bekannt, dass insgesamt 18 Stücke aufgenommen wurden. Das Album enthält symphonische Elemente etwa in Form von Keyboards – Don Airey wirkte mit – und Chören, etwas, was die Band in dieser Form noch nicht gemacht hatte, wenngleich Anleihen des Klassikers Sad Wings of Destiny von 1976 gesehen wurden. Im November 2007 wurde mit dem Abmischen begonnen.

## Titelliste
Alle Titel wurden von Glenn Tipton, Rob Halford und K. K. Downing geschrieben.

### CD 1
1. Dawn of Creation – 2:31
2. Prophecy – 5:26
3. Awakening – 0:52
4. Revelations – 7:05
5. The Four Horsemen – 1:35
6. War – 5:04
7. Sands of Time – 2:35
8. Pestilence and Plague – 5:08
9. Death – 7:33
10. Peace – 2:21
11. Conquest – 4:42
12. Lost Love – 4:28
13. Persecution – 6:34

### CD 2
1. Solitude – 1:22
2. Exiled – 6:32
3. Alone – 7:50
4. Shadows in the Flame – 1:10
5. Visions – 5:27
6. Hope – 2:09
7. New Beginnings – 4:56
8. Calm Before the Storm – 2:05
9. Nostradamus – 6:46
10. Future of Mankind – 8:29

## Rezeption
James Christopher Monger von Allmusic schrieb, das Album schaffe es, etwa wegen des Covers oder der Texte, beinahe jedes Spinal-Tap-Klischee zu erfüllen. Die Songs seien zum Teil Hit oder Flop, mit einer Tendenz zu letzterem. Er vergab 2,5 von 5 Sternen. Boris Kaiser urteilte in der deutschen Musikzeitschrift Rock Hard: „Im Presse-Info bezeichnet Halford die Vertonung der Geschichte von Nostradamus als „Herzensangelegenheit“ – und genau das kann man zumindest anzweifeln. Man hat ständig das Gefühl, dass es mal wieder Zeit für eine neue Priest-Platte war, die Band ihre Ideen-Tapes gesichtet und sich vor lauter Unlust, Sachen rauszukürzen, dazu entschlossen hat, den Schmonzes einfach komplett aufs Band zu hämmern. Das Grundgerüst mag stimmen – die Verzierungen machen alles kaputt.“ Er vergab sechs von zehn möglichen Punkten.

## Kommerzieller Erfolg

### Chartplatzierungen
Das Album erreichte Platz 11 der Billboard 200 und Platz 5 der deutschen Albumcharts.
| ChartsChartplatzierungen       | Höchstplatzierung | Wochen |
| ------------------------------ | ----------------- | ------ |
| Deutschland (GfK)              | 5 (11 Wo.)        | 11     |
| Österreich (Ö3)                | 13 (8 Wo.)        | 8      |
| Schweiz (IFPI)                 | 12 (5 Wo.)        | 5      |
| Vereinigte Staaten (Billboard) | 11 (7 Wo.)        | 7      |
| Vereinigtes Königreich (OCC)   | 30 (1 Wo.)        | 1      |

### Auszeichnungen für Musikverkäufe
| Land/Region     | Auszeichnungen für Musikverkäufe (Land/Region, Auszeichnung, Verkäufe) | Verkäufe |
| --------------- | ---------------------------------------------------------------------- | -------- |
| Russland (NFPF) | Gold                                                                   | 10.000   |
| Insgesamt       | 1× Gold ·                                                              | 10.000   |